# J'aimerais tellement
Singles de Jena Lee
Je me perds
(2010)
Pistes de Vous remercier
Du style Banalité
J'aimerais tellement est un single de la chanteuse française Jena Lee. C'est le premier extrait de son album Vous remercier, sorti en 2009.

## Historique
J'aimerais tellement a réussi à se placer en tête du Top 50, sans aucune diffusion sur une radio nationale, ni aucune publicité télévisée.
Avant la sortie physique du disque, le clip officiel de la chanson, dessiné par l'artiste chinois Benjamin, a été visionné plus de 4 millions de fois. En août 2019, ce clip cumule plus de 28 millions de vues sur la plateforme vidéo YouTube.
Le single s'est écoulé à environ 250 000 exemplaires.
En 2023, sur la plateforme de streaming vidéo Twitch, Jena Lee raconte qu'à l'origine cette chanson était composée pour déclarer son amour à Orelsan.

## Titres disponibles
- CD single

1. J'aimerais tellement – 3:54
2. J'aimerais tellement (Instrumental) – 3:54

- Téléchargement

1. J'aimerais tellement – 3:54

## Classements
Dans la semaine du 11 octobre 2009, la chanson a immédiatement débuté au Top 50 sur la première place avec 5 361 ventes physiques.
J'aimerais tellement a également pris la tête du classement de téléchargement dans la semaine du 1er novembre avec plus de 10 315 ventes digitales.
Finalement, la chanson est restée au top du classement physique pendant 11 semaines consécutives, et du classement digital pendant trois semaines.

### Classement par pays
| Classement (2009)                       | Meilleure position |
| --------------------------------------- | ------------------ |
| Belgique (Wallonie Ultratop 50 Singles) | 50                 |
| Europe Eurochart Hot 100 Singles        | 5                  |
| France SNEP classement digital          | 1                  |
| France (SNEP)                           | 1                  |
| Suisse (Schweizer Hitparade)            | 50                 |

## Historique de sortie
| Pays   | Date           | Format                 |
| ------ | -------------- | ---------------------- |
| France | 6 juillet 2009 | Téléchargement digital |
| France | 5 octobre 2009 | CD single              |

## Reprises et intertextualité
- 2010 : La Fouine, Veni, vidi, vici
- 2020 : Kaza, J'aimerais Tellement
- 2025 : Marine, J'aimerais tellement